# Xawery Glinka
Xawery Glinka (ur. 24 stycznia?/5 lutego 1890 w Kijowie, zm. 8 listopada 1957 w Beckenham) – polski pisarz i poeta, dyplomata i działacz emigracyjny.

## Życiorys
W 1908 ukończył gimnazjum w Kijowie, w latach 1910–1911 studiował w Monachium, w latach 1911–1914 w Paryżu, gdzie pełnił także funkcję bibliotekarza i gospodarza. Po wybuchu I wojny światowej powrócił do Kijowa. Walczył w szeregach II Brygady Legionów Polskich, od 1919 przebywał w Warszawie. W 1920 był krótko sekretarzem Prezydium Centralnego Komitetu Propagandy przy Naczelnym Dowództwie Wojska Polskiego. W tym samym roku zdemobilizowany, w latach 1920–1921 redagował pismo „Gospoda poetów”, współpracował z „Kurierem Porannym” i tygodnikiem „Świat”. Był delegatem na zjazd Związku Zawodowego Literatów Polskich 4 lutego 1922 w Warszawie. W latach 1920–1922 był członkiem zarządu ZZLP. W 1925 wyjechał za granicę.
W 1927 wstąpił do polskiej służby zagranicznej, od 1927 do 1933 był attaché prasowym Poselstwa RP w Belgradzie, od sierpnia 1936 do października 1939 pełnił tę samą funkcję w Poselstwie RP w Rydze, jednocześnie był także korespondentem PAT kolejno w Belgradzie, Helsinkach i Rydze. W listopadzie 1939 objął w Paryżu stanowisko zastępcy kierownika referatu prasowego MSZ, ale już w styczniu 1940 wyjechał do Belgradu, gdzie do kwietnia 1941 był korespondentem PAT. Po niemieckiej agresji na Jugosławię wyjechał do Jerozolimy. Współpracował tam z Biuletynem Informacyjnym Polskich Uchodźców Wojennych na Bliskim Wschodzie, był pracownikiem oddziału PAT, w 1944 został szefem Radia Jerozolima i przewodniczącym Sekcji Bliskiego Wschodu Związku Dziennikarzy RP, w 1945 wszedł w skład Komitetu Uchodźców Polskich. Od 1948 przebywał w Libanie, gdzie założył pismo literackie „Cedry”, w 1950 wyjechał do Wielkiej Brytanii.
W 1954 został prezesem Zarządu Głównego Związku Ziem Wschodnich RP, w kwietniu 1957 został ministrem bez teki w drugim rządzie Antoniego Pająka, w tym samym roku członkiem I Rady Rzeczypospolitej Polskiej oraz członkiem Głównej Komisji Skarbu Narodowego. 

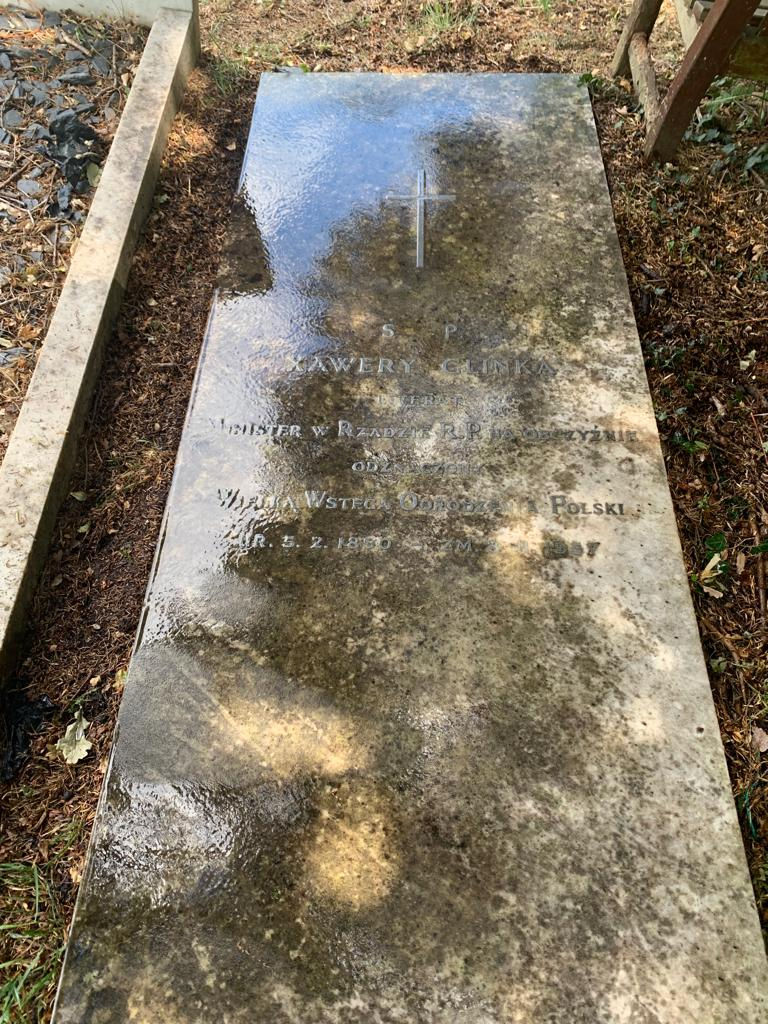
Grób Xawerego Glinki

Został pochowany na  Beckenham Cemetery (E1  23783).

## Ordery i odznaczenia
- Wielka Wstęga Orderu Odrodzenia Polski (pośmiertnie, 12 listopada 1957)[3]
- Srebrny Krzyż Zasługi (9 listopada 1932)[4]

## Twórczość
- Tacety. Poezje (1909)
- Po drodze. Poezje (1911)
- Spotkanie. Romans (1920)
- Andrzej Łoś (1924)
- Człowiek z mansardy. Powieść (1925)
- Wichry stepowe. Powieść (1925)
- Zielona furtka. Poezje (1925)
- Krwawa róża. Wiersze (1944)
- Paryż mojej młodości (1957) - wspomnienia